# Helix-Piercing

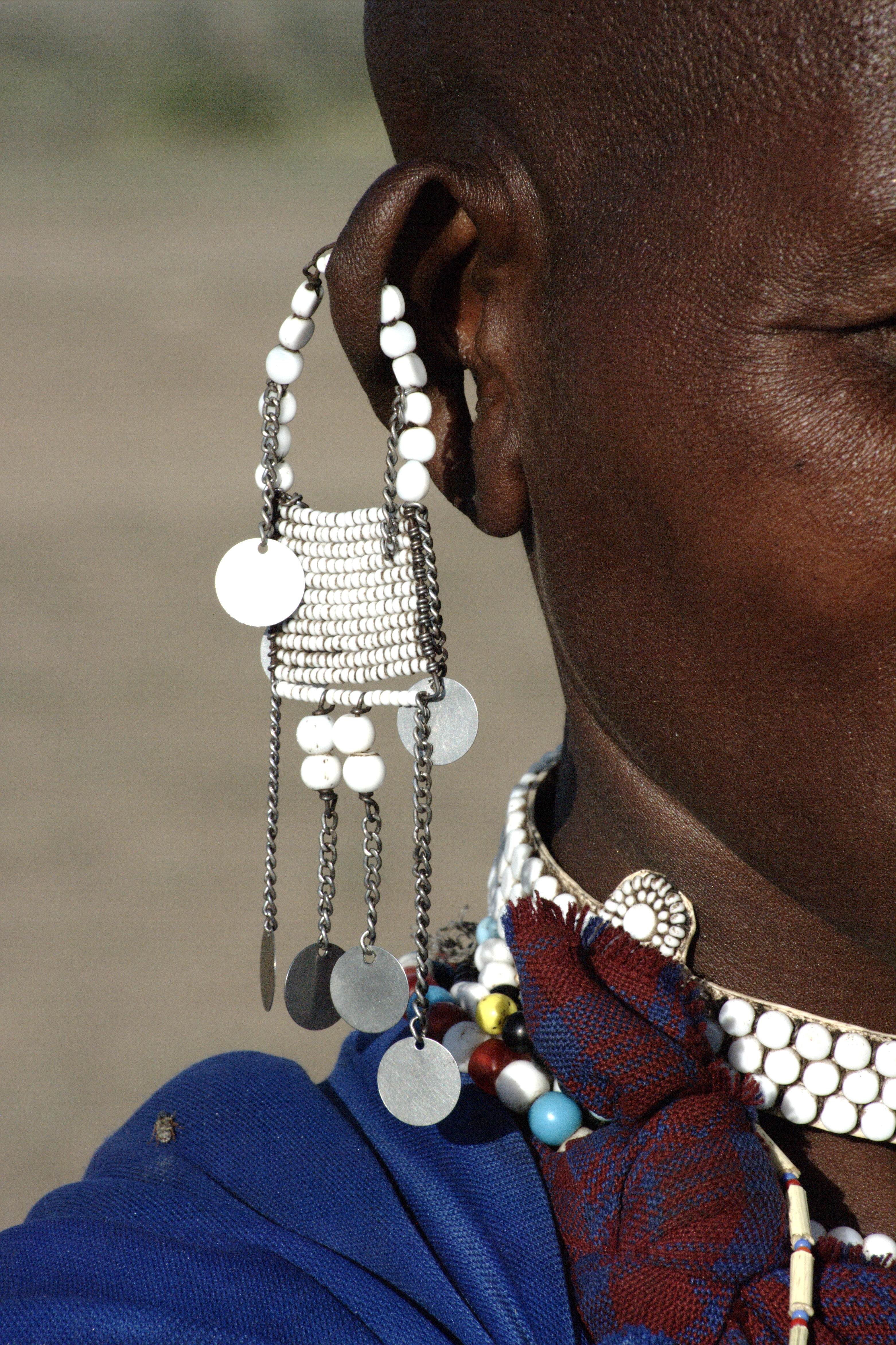
Ohrschmuck der Massai
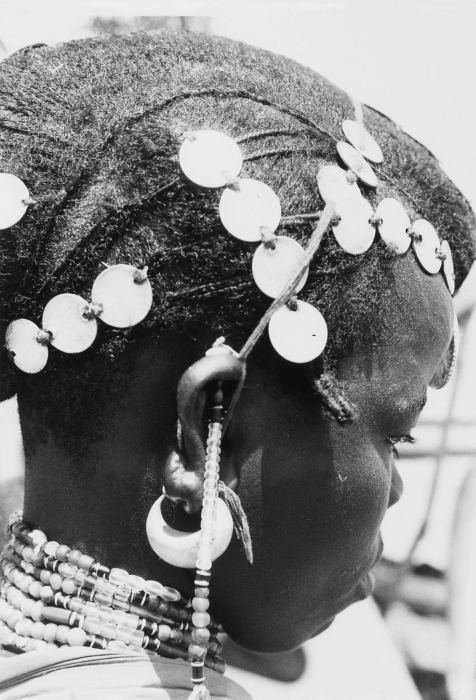
Ohrschmuck der Fulbe
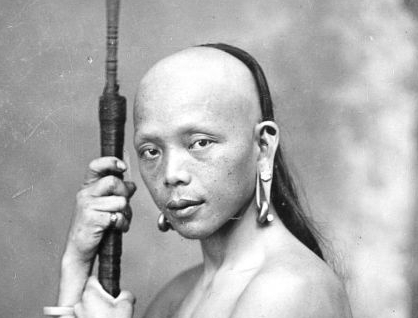
Dajak mit Loch in der Ohrkante
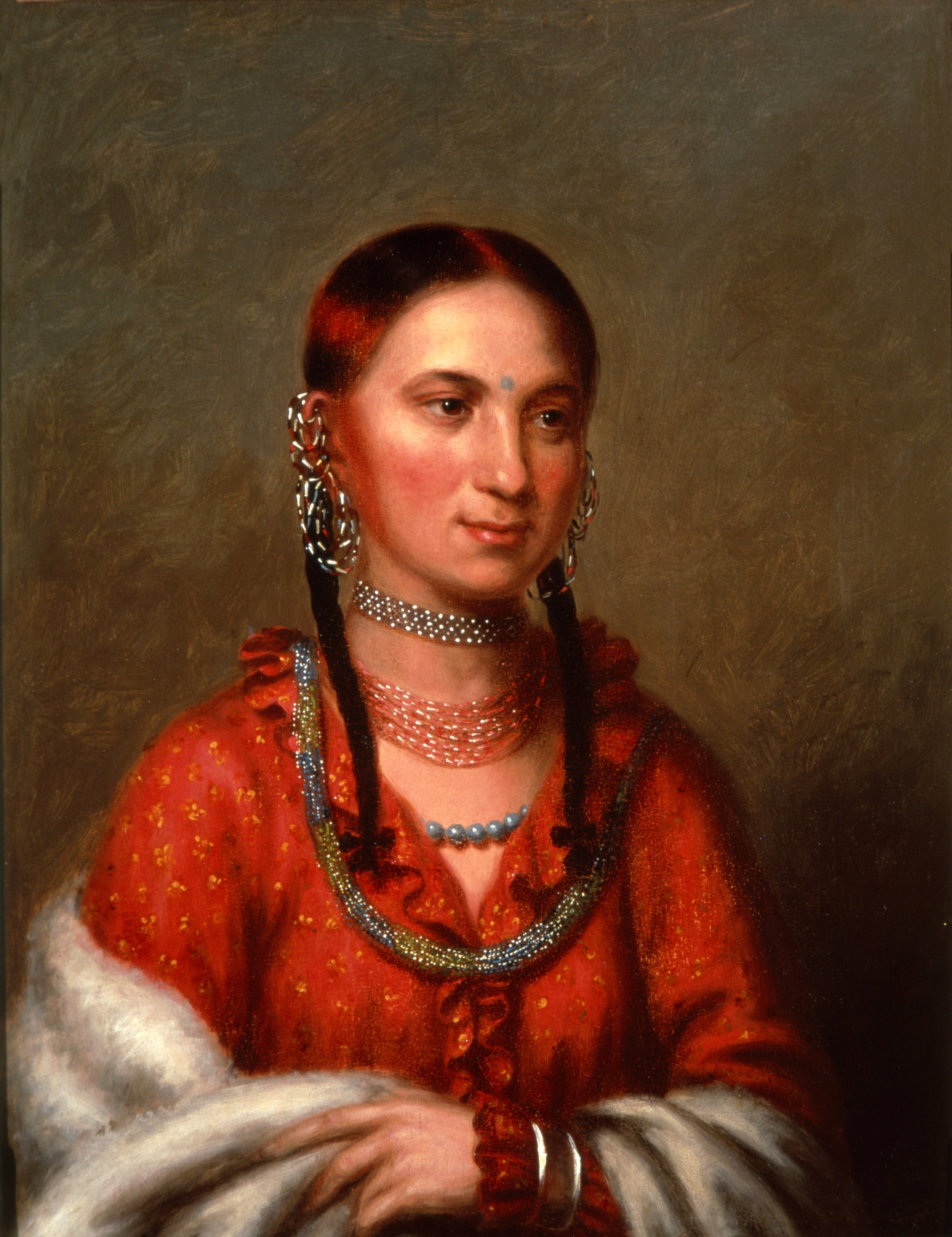
Eagle of Delight vom Indianerstamm der Oto

Ein Helix-Piercing ist ein Piercing an der Helix, der wulstartigen Umrandung der Ohrmuschel. An dieser Stelle besteht die Ohrmuschel aus elastischen Knorpelgewebe.

## Geschichte und Kultur
Das Helix-Piercing wird heute vor allem unter modischen Aspekten im westlichen Kulturkreis getragen, wo es sich besonders während der 1990er Jahre neben dem Tragus-, Rook-, Snug-, Daith- und Conch-Piercing als seltenere Variante des Ohrlochs etablierte. Es ist jedoch auch als traditionelles Piercing bei mehreren Volksgruppen verbreitet.

### Afrika
In Afrika ist das Piercing durch die Ohrkante bei zahlreichen Ethnien bekannt. Beispielsweise in Westafrika bei den Fulbe, den Lobi und den Dogon, oder in Ostafrika bei den Massai, den Samburu, den Pokot und den Turkana. Ebenfalls getragen wird es von den Surma, einem Volk im Südwesten Äthiopiens und dem angrenzenden Sudan.
Meist steht es als Symbol für Wohlstand und Schönheit.
Vom Volk der in Kenia ansässigen Kikuyu sind Pflöcke mit besonders großen Durchmessern in den Ohrkanten üblich, wobei auch mehrere nebeneinander getragen wurden.

### Südostasien
Große Löcher in der oberen Ohrkante werden traditionell von Volksgruppen getragen, die den Dayaks in Borneo zugehören. Beispielsweise von Jägern der Iban und der Punan. Eingesetzt werden meist Eckzähne oder Klauen von Bären und Leoparden. Der Schmuck dient als Zeichen des sozialen Ranges und soll zudem erfolgreichen Jägern ein furchteinflößendes Erscheinungsbild verleihen.
Bei älteren Trägerinnen in Indonesien stellt ein Helix-Piercing oft ein Zeichen der Reife dar.

### Nordamerika
Bei Indianerstämmen in Nordamerika waren Formen des Helix-Piercings bekannt. So beispielsweise bei Angehörigen der Oto, der Kansa, der Iowa oder der Pawnee.

## Durchführung, Heilung und Risiken

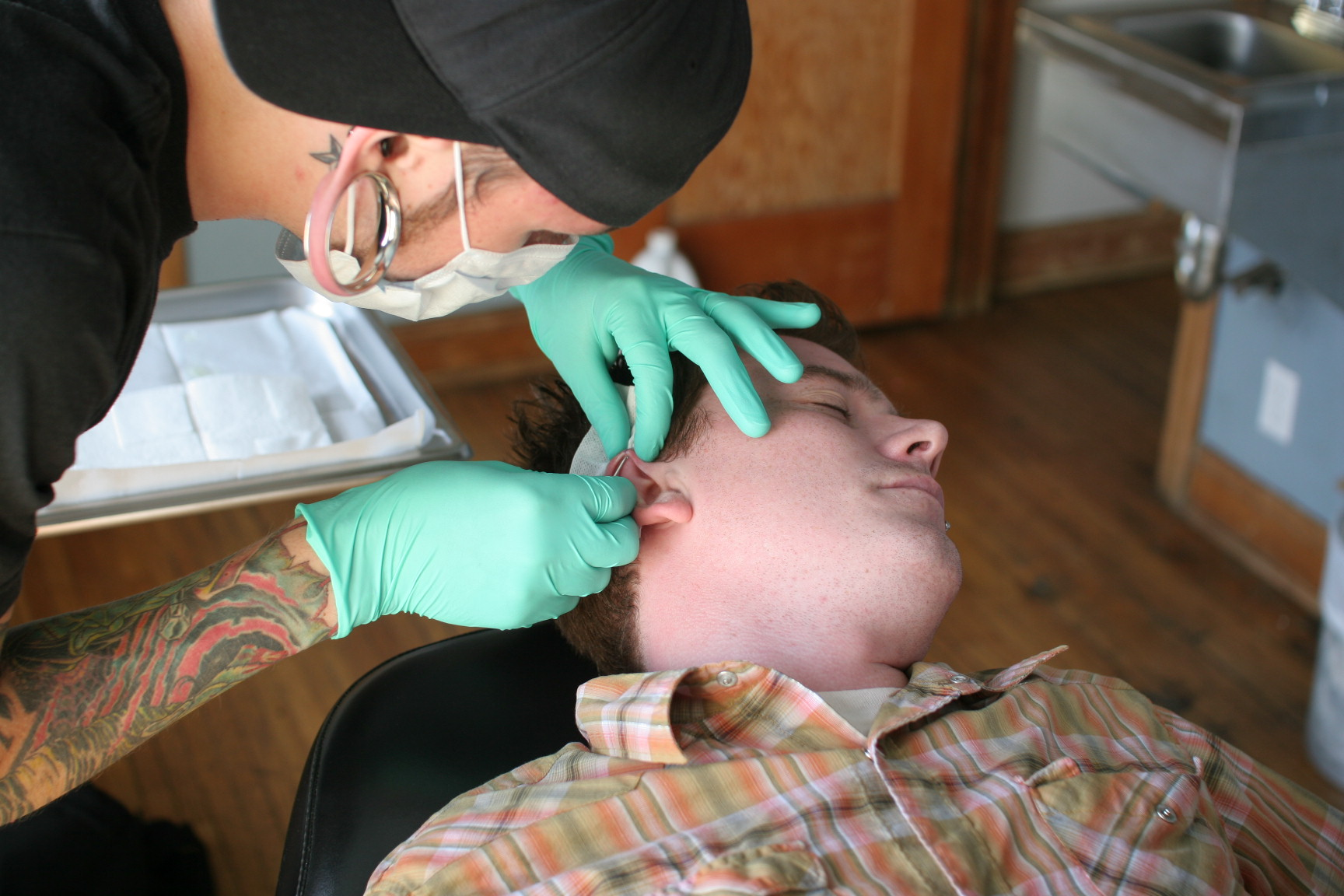
Stechen eines Helix-Piercings

Wie auch bei anderen Piercings wird zunächst die zu durchstechende Hautpartie desinfiziert. Anschließend wird die Einstichstelle, meist auf der Vorderseite der Ohrmuschel, markiert und mit einer Venenverweilkanüle durchstochen (siehe Stechen eines Piercings). Die Durchführung kann unter Umständen schmerzhafter sein als an knorpelfreien Körperstellen.

Früher wurde das Helix-Piercing häufig mit einer Ohrlochpistole geschossen. Diese Methode wird jedoch heute aufgrund zu hoher Risiken nicht mehr angewendet.
Der Knorpel wird nicht durchblutet, er gehört zu den bradytrophen Geweben, weshalb die Heilung wesentlich länger dauern kann als zum Beispiel bei einem Piercing des Ohrläppchens (Lobe-Piercing). 
Eine Alternative zum Stechen mit einer medizinischen Hohlnadel ist das Punchen. Dabei wird das Knorpelgewebe herausgedrückt statt beiseite geschoben, wodurch die Wunde bei der Durchführung etwas mehr bluten kann, aber Druckschmerzen während der Heilung vermindert werden oder ganz ausbleiben. Da Knorpelgewebe äußerst empfindlich ist und beim Punchen zerstört anstatt nur zur Seite geschoben, wird führt die Punching-Methode allerdings zu einem stark erhöhten Entzündungs-Risiko und wird teilweise nicht oder nur gegen Aufpreis durchgeführt.
Die Heilung dauert beim gestochenen Helix-Piercing in der Regel drei bis sechs Monate. Wird das Piercing gepuncht, kann sie sich mit Glück und ohne Komplikationen auf bis zu unter einem Monat verkürzen.

## Schmuck
Als geeigneter Piercingschmuck wird meist ein Ball Closure Ring mit einer Materialstärke von 1,6 Millimetern eingesetzt. Alternativ können jedoch auch Labret-Stecker getragen werden. Für den Ersteinsatz wird bis zur Heilung häufig ein gerader Barbell empfohlen, um das frisch durchstochene Gewebe nicht durch zusätzlichen Druck zu belasten wie er bei gebogenem Schmuck entstehen kann.
Bei mehreren Piercings durch die Ohrkante gilt die Ohrspirale als modische Sonderform unter den Schmuckvarianten. Dabei handelt es sich um einen spiralförmig gebogenen Barbell der durch die einzelnen Stichkanäle hindurchgeführt wird. Dabei ist allerdings eine exakte Ausrichtung der einzelnen Piercings erforderlich. Die Abstände der einzelnen Piercings zueinander, müssen gegebenenfalls bereits beim Stechen auf die einzusetzende Spirale angepasst werden.

## Variationen

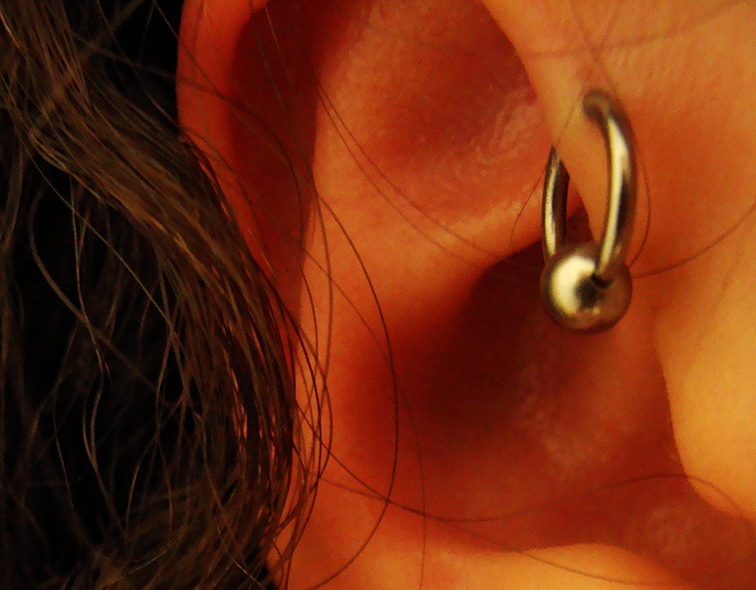
Anti-Helix-Piercing

Das Helix-Piercing kann überall an der Ohrkante angebracht werden, ausgehend von der Stelle direkt oberhalb des Ohrläppchens bis oberhalb um die Ohrmuschel-Rundung herum.
Befindet sich das Piercing nah am Ansatzpunkt der Ohrkante, so spricht man von einem Anti-Helix-Piercing.
Werden zwei sich gegenüberliegende Helix-Piercings mit einem Barbell verbunden, spricht man von einem Industrial- oder auch Scaffold-Piercing. Häufig werden dabei ein Helix-Piercing mit einem Anti-Helix-Piercing kombiniert.
Bei einem tiefer gesetzten Helix-Piercing der oberen Ohrkante handelt es sich um ein Outer-Conch-Piercing. Streng genommen ist dies jedoch keine Sonderform des Helix-Piercings, sondern eine spezielle Positionierung des Conch-Piercings. Dieser wird seinerseits wiederum häufig mit dem Helix-Piercing verwechselt.